# Kanony apostolskie

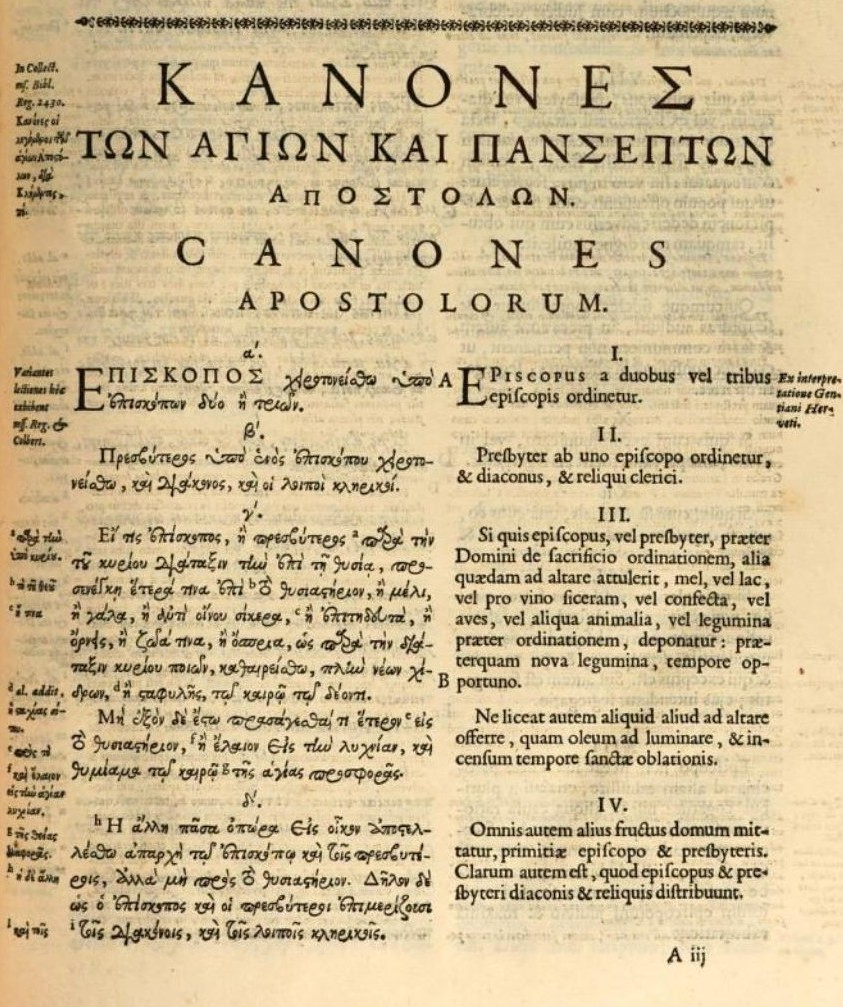
Pierwsze cztery kanony w języku greckim i łacińskim (Jean Hardouin, Acta conciliorum et epistolae decretales, 1715)

Kanony apostolskie (gr.: Οἱ κανόνες τῶν Ἁγίων Ἀποστόλων; łac. Canones Apostolorum) – zbiór starożytnych kanonów kościelnych zawierający osiemdziesiąt pięć wschodnich (pięćdziesiąt pierwszych uznawanych jest przez Kościół zachodni), dotyczących zarządzania dyscypliną kościelną w pierwotnym Kościele i będących częścią Konstytucji apostolskich. Zatwierdzony przez sobór trullański.
Poruszają one przede wszystkim zagadnienia urzędu i obowiązków chrześcijańskiego biskupa, formacji i obyczajów kleru, życia duchowego chrześcijańskiej owczarni, jak umiarkowanie, posty, oraz zasad organizacyjnych (ekskomunika, synody, stosunki z poganami i Żydami), sakramentów (Chrzest, Eucharystia, małżeństwo). 
Jest to podręczny zbiór prawodawstwa Kościoła pierwotnego.